# Ciyuan
Das Ciyuan (chinesisch 辭源 / 辞源, W.-G. Tz’u-yüan – „Quelle der Wörter“) ist ein von Lu Erkui (陸爾奎) u. a. herausgegebenes chinesisches Wörterbuch, dessen Stärken auf der Erfassung der klassischen chinesischen Literatursprache liegen.
Es erschien erstmals 1915 bei der Commercial Press (商務印書館 / 商务印书馆) in Shanghai, eine überarbeitete Ausgabe erschien 1939. 
Die derzeit maßgebliche Ausgabe ist vierbändig und erschien seit 1979. Sie wurde mehrfach nachgedruckt, z. B. 1990 in Peking. Ein Zeichenindex ist in Pinyin-Schreibung.
Ein Ciyuan tongkao (辭源通考) betitelter Ergänzungsband, der 2002 im Verlag Fujian renmin chubanshe in Fuzhou von  Tian Zhongxia (田忠俠) herausgegeben wurde (ISBN 7211039175), liefert Korrekturen und Ergänzungen.
Vor Erscheinen der Werke Hanyu da cidian („Großes chinesisches Wörterbuch“) und Hanyu da zidian („Großes chinesisches Schriftzeichenlexikon“) war es eines der wichtigsten Hilfsmittel der westlichen Sinologie.